# 2013 en Irak
Chronologie du Proche-Orient
2009 en Irak - 2010 en Irak - 2011 en Irak - 2012 en Irak - 2013 en Irak - 2014 en Irak - 2015 en Irak - 2016 en Irak
2006 par pays au Proche-Orient - 2007 par pays au Proche-Orient - 2008 par pays au Proche-Orient - 2009 par pays au Proche-Orient - 2010 par pays au Proche-Orient - 2011 par pays au Proche-Orient - 2012 par pays au Proche-Orient - 2013 par pays au Proche-Orient - 2014 par pays au Proche-Orient - 2015 par pays au Proche-Orient - 2016 par pays au Proche-Orient
Cet article présente les faits importants qui se sont produits en Irak en 2013.

## Faits importants
- 4 mars 2013 : embuscade d'Akachat contre un convoi de l'armée syrienne défendu par des soldats irakiens.
- 19 mars 2013 : une série d'attaques coordonnées contre des civils chiites fait 98 morts et 240 blessés à Bagdad et dans les autres villes du nord du pays[1]. L'État islamique d'Irak revendique ces attentats[2].
- 20 avril 2013 : les élections provinciales en Irak se déroulent dans un calme relatif. La participation, estimée à 50%, est égale à celle de 2009[3]. Les résultats, publiés le 6 mai, montrent un recul de la coalition chiite État de droit dirigée par le premier ministre Nouri al-Maliki, qui garde cependant la première place, une progression des autres partis communautaires chiites et sunnites, et un effondrement du Mouvement national irakien, coalition dirigée par l'ancien premier ministre Iyad Allaoui, un chiite laïque[4].
- 23 avril 2013 : à Hawija près de Kirkouk, l'armée attaque un campement de manifestants sunnites qui protestaient contre la politique du premier ministre chiite Nouri al-Maliki. Des attaques contre les militaires font encore 13 morts dans la province dans les heures qui suivent. Les autorités justifient cette répression en affirmant que des hommes de l'Armée des hommes de la Naqshbandiyya, groupe armé clandestin baasiste, se trouvaient parmi les manifestants. Ce massacre provoque de vives protestations : le ministre de l'éducation, Mohammed Ali Tamim, et celui des sciences et technologies, Abdel Karim Al-Samarraï, démissionnent du gouvernement de Nouri al-Maliki[5]. Il est suivi de plusieurs jours d'agitation dans les quartiers sunnites de Bagdad, à Falloujah, Mossoul, Ramadi et autres localités d'Irak ; un groupe armé occupe brièvement la petite ville de Sulaiman Bek (en) dans le district mixte de Touz Khormatou[6],[7],[8],[9],[10]. Les affrontements de Hawija se prolongent jusqu'au 26 avril et font de 200 à 300 morts au total.
- 28 avril 2013 : le gouvernement irakien interdit dix chaînes de télévision satellitaires dont Al Jazeera pour «  incitation à la violence et au confessionnalisme »[11].
- Du 15 mai 2013 au 21 mai 2013 : une vague d'attentats (en), visant successivement les chiites et les sunnites, les forces de sécurité, les mosquées et les chefs tribaux, fait au moins 449 morts et 732 blessés.
- Du 20 mai 2013 au 14 juillet 2013 : opération al-Shabah menée par l'armée irakienne en vue d'éliminer des groupes armés liés à Al-Qaïda près des frontières syrienne et jordanienne.
- 21 juillet 2013 : des groupes armés attaquent les prisons de Taji et Abou Ghraïb près de Bagdad et font évader entre 500 et 1 000 détenus dont plusieurs chefs d'Al-Qaïda[12].
- 21 septembre 2013 : élection du parlement du Kurdistan irakien (en).
- 10 octobre 2013 : exécution de 42 personnes, dont une femme, condamnées à mort pour terrorisme. Au total, 132 personnes ont été exécutées depuis le début de l'année[13].
- 25 décembre 2013 : 34 personnes sont tuées et 50 autres blessés dans trois attentats à la bombe visant les quartiers chrétiens de Bagdad[14].
- 30 décembre 2013 : Les milices tribales sunnites et les groupes djihadistes, dont l'État islamique, attaquent les forces gouvernementales dans l'ouest de l'Irak. Début de la bataille d'Al-Anbar, phase d'escalade de la seconde guerre civile irakienne.